# ロカルノ (小惑星)
ロカルノ (1937 Locarno) は、小惑星帯の小惑星。スイスの天文学者、パウル・ヴィルトがベルン大学のツィンマーバルト天文台で発見した。
スイス連邦のティチーノ州の都市、ロカルノから命名された。